# Mendrisio (district)
Het district Mendrisio (Italiaans: Distretto di Mendrisio) is een bestuurlijke onderverdeling van het Zwitserse kanton Ticino.

## Indeling
Het district bestaat uit de volgende cirkels (Italiaans: Circoli) en gemeenten:

### Circolo di Balerna
| Gemeentenaam      | Inwoners (31/12/2016) | Oppervlakte (km²) |
| ----------------- | --------------------- | ----------------- |
| Balerna           | 3385                  | 2,6               |
| Castel San Pietro | 2131                  | 11,8              |
| Chiasso           | 8331                  | 5,3               |
| Morbio Inferiore  | 4597                  | 2,3               |

### Circolo di Caneggio
| Gemeentenaam | Inwoners (31/12/2002) | Oppervlakte (km²) |
| ------------ | --------------------- | ----------------- |
| Breggia      | 2059                  | 25,5              |
| Vacallo      | 3407                  | 1,6               |

### Circolo di Mendrisio
| Gemeentenaam | Inwoners (31/12/2016) | Oppervlakte (km²) |
| ------------ | --------------------- | ----------------- |
| Coldrerio    | 2892                  | 2,5               |
| Mendrisio    | 15.110                | 32,1              |

### Circolo di Riva San Vitale
| Gemeentenaam    | Inwoners (31/12/2016) | Oppervlakte (km²) |
| --------------- | --------------------- | ----------------- |
| Riva San Vitale | 2627                  | 6,0               |

### Circolo di Stabio
| Gemeentenaam | Inwoners (31/12/2016) | Oppervlakte (km²) |
| ------------ | --------------------- | ----------------- |
| Novazzano    | 2398                  | 5,2               |
| Stabio       | 4627                  | 6,1               |

## Bestuurlijke herindelingen

### Districten sinds 1803
- 1814: Circolo di Riva San Vitale overgegaan van het district Lugano naar het district Mendrisio.

### Gemeenten
- 1975: Chiasso en Pedrinate →  Chiasso
- 2003: Mendrisio en Salorino  →  Mendrisio
- 2003: Casima, Castel San Pietro en  Monte  →  Castel San Pietro
- 2009: Arzo, Capolago, Genestrerio, Mendrisio, Rancate en Tremona  →  Mendrisio
- 2009: Bruzella, Cabbio, Caneggio, Morbio Superiore, Muggio en Sagno →  Breggia
- 2013: Besazio, Ligornetto en Meride → Mendrisio

Bellinzona · Blenio · Leventina · Locarno · Lugano · Mendrisio · Riviera · Vallemaggia